# Силва, Энрике да
Энри́ке Эдуа́рдо да Си́лва (порт. Henrique Eduardo da Silva; родился 23 июня 1972 года в Кабу-Фриу, штат Рио-де-Жанейро) — бразильский футболист, выступавший на позиции левого флангового защитника. Наиболее известен по выступлениям в начале 2000-х годов за парагвайскую «Олимпию», в составе которой он стал обладателем Кубка Либертадорес 2002.

## Биография
Энрике да Силва родился в 1972 году в Кабу-Фриу, там же начал заниматься футболом. На профессиональном уровне дебютировал в футболе в команде родного города «Кабуфриенсе». В 1990-е годы Энрике уехал играть в Парагвай, где сначала играл в «Серро-Коре», затем — в «Спорт Колумбии», а в 1998 году перешёл в стан одного из сильнейших клубов страны — «Серро Портеньо». Однако за «красно-синих» Энрике играл не долго, в том же 1998 году он перешёл в аргентинский клуб «Платенсе» из Висенте-Лопеса. В 1999 году Энрике играл за другой аргентинский клуб, «Феррокарриль Оэсте».
В 2000 году Энрике вернулся в Парагвай, где сумел вытеснить из основного состава «Олимпии» Хуана Карлоса Франко. Вместе с «чёрно-белыми» да Силва стал чемпионом Парагвая 2000 года. В 2002 году Энрике помог своей команде в третий раз в истории выиграть Кубок Либертадорес. Травма помешала бразильцу сыграть в матче за Межконтинентальный кубок, в котором «Олимпия» уступила мадридскому «Реалу» со счётом 0:2.
Энрике да Силва в начале 2000-х годов тренировался в составе «Бенфики», но португальский клуб в итоге не выкупил контракт футболиста. У себя на родине Энрике также выступал за ещё один клуб-«гранд» — «Атлетико Минейро». В настоящий момент завершил карьеру футболиста.

## Достижения
- Чемпион штата Минас-Жерайс: 1999
- Чемпион Парагвая (1): 2000
- Обладатель Кубка Либертадорес (1): 2002
- Обладатель Рекопы (1): 2003